# Pla d’Urgell

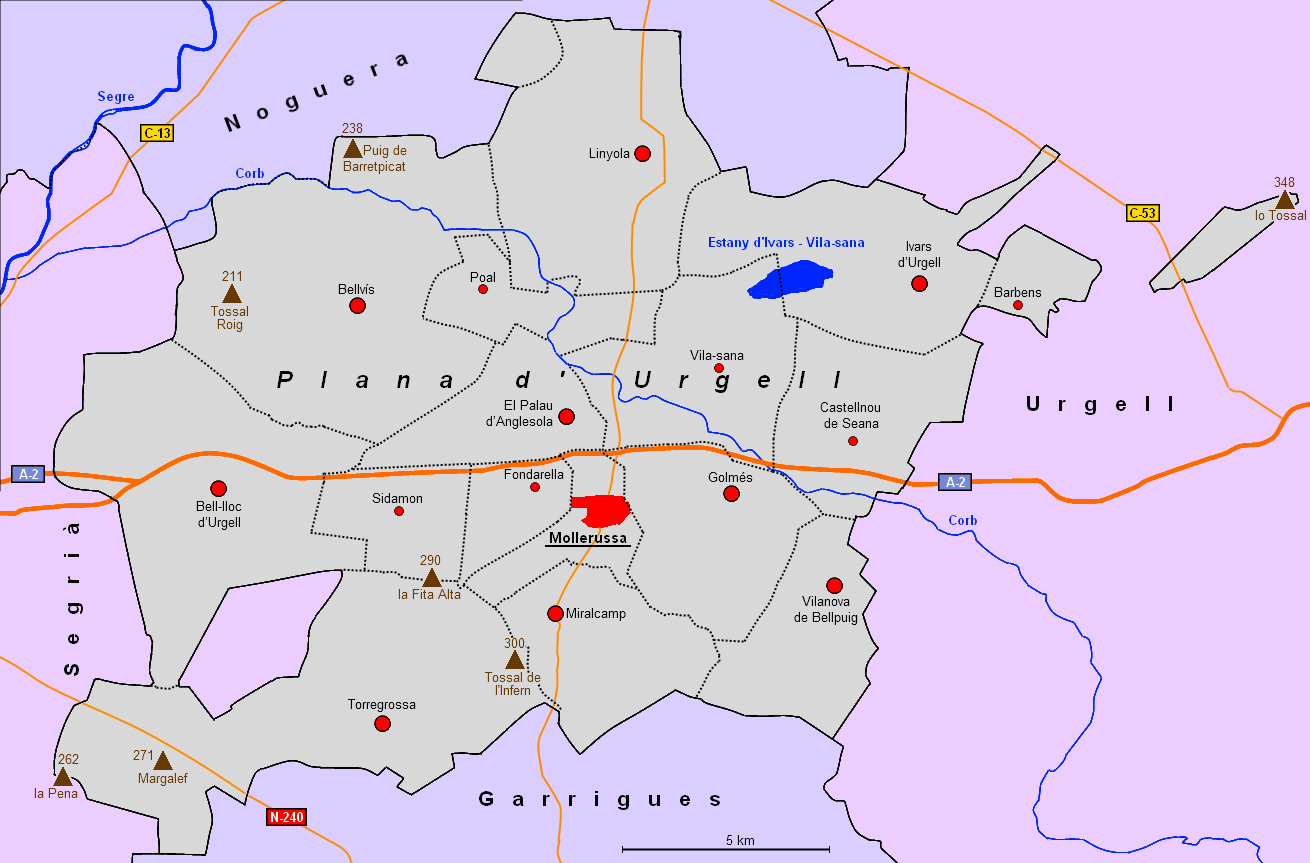
Karte von Pla d'Urgell

Die Comarca Pla d’Urgell (Spanisch Plana de Urgel) liegt in der Provinz Lleida der Autonomen Gemeinschaft von Katalonien, (Spanien). Der Gemeindeverband hat eine Fläche von 305,71 km² und 37.045 Einwohner (2022). Der Gemeindeverband entstand erst 1988 durch den Zusammenschluss von Gemeinden, die früher zu den Comarcas les Garrigues, Noguera, Segrià und Urgell gehörten.

## Lage
Der Gemeindeverband liegt im westlichen Teil Kataloniens, ca. 20 km östlich der Provinzhauptstadt Lleida. Er grenzt im Norden an die Comarca Noguera, im Osten an Urgell, im Süden an Garrigues und im Westen an Segrià. Zusammen mit den Comarcas Garrigues, Noguera, Segarra, Segrià und Urgell bildet die Region das Territorium Ponent.
Die fruchtbare Ebene von Urgell (kat. Plana d'Urgell) ist Teil der zentralkatalanischen Senke. Die Landschaft mit ihren sanften Hügeln ist mit einem Netz von Bewässerungskanälen durchzogen. Die höchste Erhebung mit 348 m ist der Berg lo Tossal in der zur Gemeine Barbens gehörigen Exklave auf dem Gebiet der Comarca Urgell. Der Fluss Corb, Nebenfluss der Segre, durchfließt die Comarca von Südost nach Nordwest.

## Estany d’Ivars – Vila-sana
Das ehemals bedeutende Feuchtgebiet im Nordosten der Comarca wurde 1951 trockengelegt. Erst 2005 wurde das Gebiet renaturalisiert, mit dem Kanal von Urgell verbunden und  geflutet. Heute ist der See 2200 m lang, 800 m breit, ca. 2 m tief und hat eine Fläche 126 ha. Der Estany d’Ivars – Vila-sana ist wieder zu dem bedeutendsten Feuchtgebiet im Innenland von Katalonien geworden. Mehr als 200 verschiedene Vogelarten, darunter Zugvögel und Wintergäste, wurden in diesem Biotop gezählt.

## Kanal von Urgell

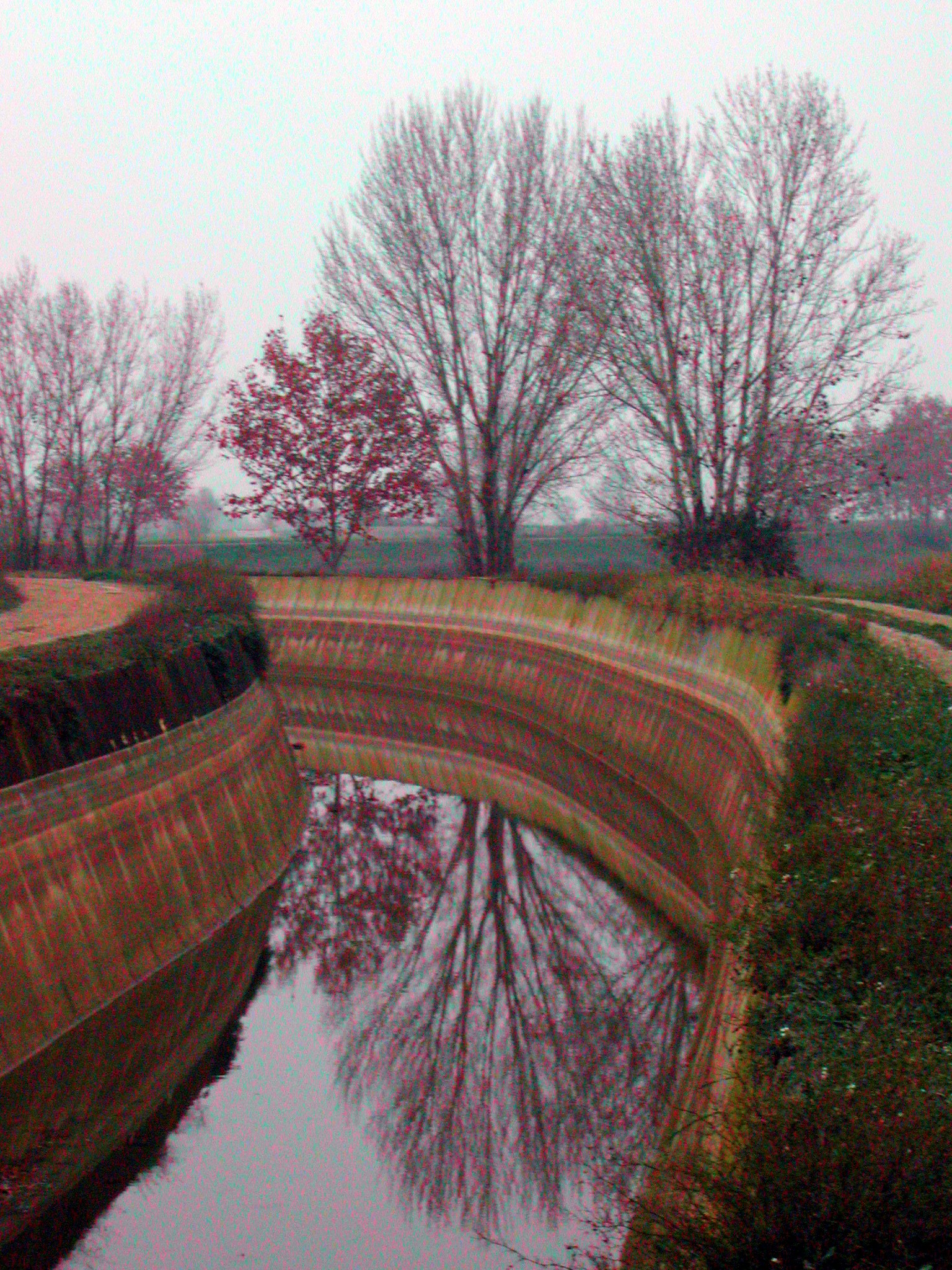
Canal d'Urgell

Bereits die Araber errichteten die erste Bewässerungssysteme in der Ebene von Urgell.
Der Canal Principal (dt: Hauptkanal) wurde in den Jahren 1861 bis 1865 erbaut und hat eine Gesamtlänge von 144,2 km. Bestandteil des Projektes war ein 5 km langer unterirdischer Kanal. Gespeist wird der Kanal von den Flüssen Segre und Corb.
1929 bis 1932 wurde das Kanalnetz um den 76,6 km langen Canal Auxiliar (dt: Hilfskanal) erweitert. Der Kanal bezieht sein Wasser aus dem Stausee Sant Llorenç de Montgai.
Durch den Bau der Bewässerungsanlage wurde die ehemals trockene Region zu einem wichtigen Anbaugebiet landwirtschaftlicher Produkte. Die Kanäle bewässern ein Gebiet von 70.242 ha.

## Wirtschaft
Der bedeutendste Wirtschaftszweig ist die Agrar- und Viehwirtschaft. Deren Produkte werden von der in der Region ansässigen Lebensmittelindustrie verarbeitet.

## Gemeinden
| Gemeinde             | Einwohner (2024) | Fläche km² | Dichte Einw./km² | Cod INE | Postleitzahl |
| -------------------- | ---------------- | ---------- | ---------------- | ------- | ------------ |
| Barbens              | 926              | 7,63       | 121              | 25041   | 25262        |
| Bell-lloc d’Urgell   | 2.359            | 35,07      | 67               | 25048   | 25220        |
| Bellvís              | 2.269            | 46,73      | 49               | 25052   | 25142        |
| Castellnou de Seana  | 723              | 16,32      | 44               | 25068   | 25265        |
| Fondarella           | 805              | 5,35       | 150              | 25093   | 25244        |
| Golmés               | 1.916            | 16,79      | 114              | 25099   | 25241        |
| Ivars d’Urgell       | 1.590            | 24,22      | 66               | 25113   | 25260        |
| Linyola              | 2.749            | 28,72      | 96               | 25122   | 25240        |
| Miralcamp            | 1.390            | 14,83      | 94               | 25135   | 25242        |
| Mollerussa           | 15.544           | 6,95       | 2.237            | 25137   | 25230        |
| El Palau d’Anglesola | 2.205            | 12,36      | 178              | 25158   | 25243        |
| El Poal              | 653              | 8,86       | 74               | 25168   | 25143        |
| Sidamon              | 767              | 8,16       | 94               | 25205   | 25222        |
| Torregrossa          | 2.194            | 40,74      | 54               | 25230   | 25141        |
| Vila-sana            | 753              | 19,18      | 39               | 25252   | 25245        |
| Vilanova de Bellpuig | 1.168            | 13,80      | 85               | 25248   | 25264        |
| Comarca Pla d’Urgell | 38.011           | 305,71     | 124              | –       | –            |